# Michail Nikolaevič Romanov
Michail Nikolaevič Romanov (in russo Михаил Николаевич Романов?; Peterhof, 25 ottobre 1832 – Cannes, 18 dicembre 1909) era l'ottavo figlio dello zar Nicola I (1825-1855) e della zarina Aleksandra Fёdorovna.
Il granduca di Russia Michail servì con fedeltà sotto gli ultimi quattro imperatori russi (Nicola I, Alessandro II, Alessandro III e Nicola II). Durante la guerra russo-turca, fu comandante delle truppe imperiali del Caucaso, territorio di cui era viceré (dal 1862 al 1882). Nel 1878 fu promosso a feldmaresciallo dell'armata imperiale; fu poi nominato ispettore d'artiglieria. Nel 1881 il nipote Alessandro III lo nominò presidente del Consiglio di Stato, carica che mantenne fino alla sua morte.

## Biografia

### Infanzia
Il giorno in cui Michail fu battezzato, il padre Nicola I decorò il neonato con gli ordini di Sant'Andrea, d'Alexandr Nevskij, dell'Aquila Bianca, di Sant'Anna (I classe) e di San Stanislao (I classe); inoltre gli diede il comando di un battaglione di un reggimento di granatieri a cavallo.
Michail crebbe in una famiglia armoniosa, lontano dalla stretta etichetta imposta alla corte imperiale di San Pietroburgo, e una grande intesa regnava tra fratelli e sorelle.

### Carriera militare

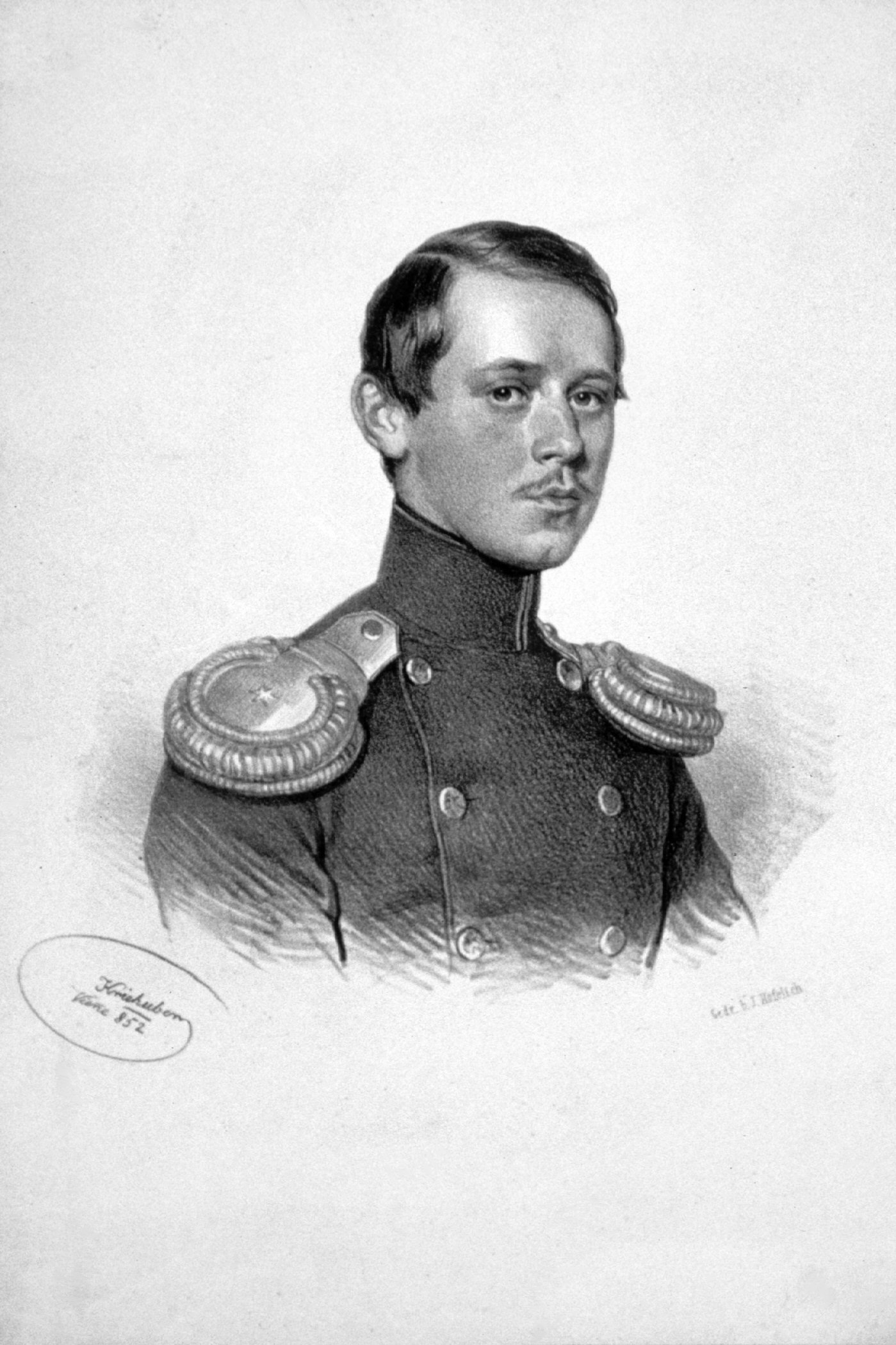
Il granduca Michail nel 1852.

Come la tradizione familiare voleva, Michail studiò al corpo dei cadetti insieme al fratello maggiore, il granduca Nikolaj Nikolaevič; nel 1846 terminò gli studi e uscì dalla scuola con il grado di sottotenente, l'anno successivo fu promosso a tenente. Nel 1848 divenne capitano della IIª brigata del reggimento di artiglieria della guardia, dove nel 1850 divenne colonnello; il 6 maggio dello stesso anno divenne aiutante di campo e ammesso al seguito dello zar. Nel dicembre 1852 divenne maggior generale, gli fu dato il comando di una brigata di artiglieria a cavallo.
Michail insieme al fratello Nikolaj partecipò alla guerra di Crimea (1853-1856), furono impiegati nell'assedio di Sebastopoli, ma il primo scontro a cui presero parte fu la battaglia di Inkerman (5 novembre 1854), in cui Michail si distinse e per questo, il 20 novembre, fu insignito dell'Ordine di San Giorgio di IV classe.
Il 2 marzo 1855 morì il padre di Michail, suo fratello Alessandro II divenne zar, questi fece entrare Michail nel Consiglio di Stato, inoltre gli affidò il comando dell'artiglieria della Guardia e un corpo di cavalleria di riserva. Il 7 febbraio 1856, fu promosso aiutante generale, ad aprile Alessandro II lo nominò vicepresidente della Commissione per il miglioramento della vita dei soldati e del servizio nelle forze armate; Michail prese anche parte a una commissione per la creazione di un'accademia di cavalleria. Nell'agosto 1856 fu promosso al grado di tenente generale e gli venne dato il comando della 2ª brigata di cavalleria leggera della Guardia.

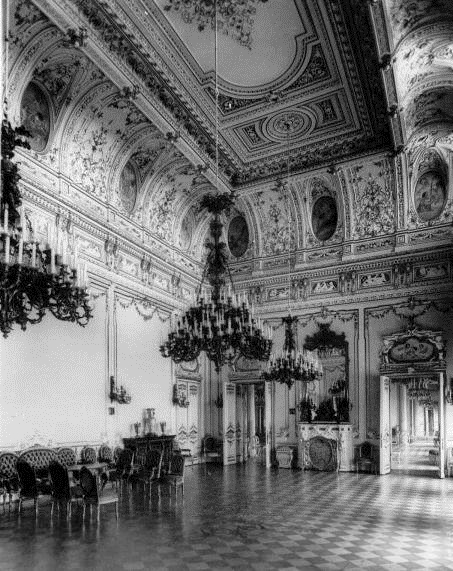
Il palazzo del granduca Michail.

Nel 1857 il granduca Michail fece costruire a San Pietroburgo, il nuovo palazzo Michail (in russo: Hово-Михайловский дворец на Дворцовой набережной) dall'architetto Andreï Ivanovitch Stackenschneider, l'opera fu terminata nel 1862; statue di David Jensen decorano all'interno l'edificio.
Nell'aprile 1859 Michail divenne membro della Commissione incaricata del controllo delle fortificazioni del mar Baltico e mar Nero. Il 9 febbraio 1860 fu nominato comandante delle scuole militari; il 25 agosto fu promosso a generale di artiglieria. Nel 1862 ricevette per i servizi resi alla Corona l'Ordine di San Vladimiro di 1ª classe, tale decorazione fu raramente assegnata a un membro della famiglia imperiale.
Il granduca Michail era un uomo gentile che godeva di grande popolarità tra i russi, ma non solo, la regina Vittoria (1837-1901) ricordò il granduca come un uomo: "Molto molto affascinante, molto dolce e allegro... ci ha sedotto, e capisco che ovunque voi andiate, giovani e meno giovani, tutti vi amino.. "

### Matrimonio

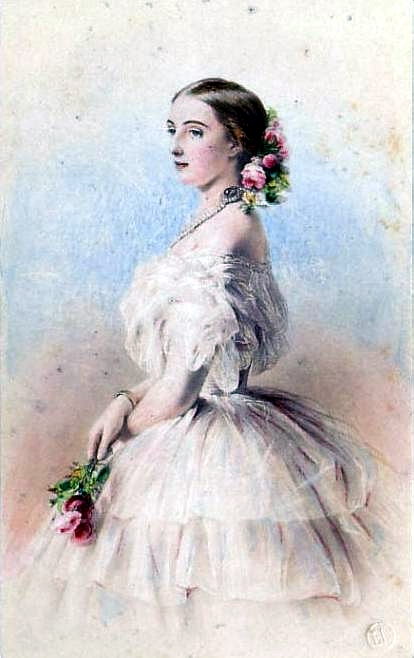
La moglie di Michail, la granduchessa Ol'ga Fëdorovna ritratta da Franz Xaver Winterhalter.

Il 28 agosto del 1857, a San Pietroburgo nella cappella del Palazzo d'Inverno, sposò Cecilia di Baden, la figlia più giovane del granduca Leopoldo I di Baden (1830-1852) e della principessa Sofia Guglielmina di Svezia. Cecilia si era già convertita al credo ortodosso, mutando - come era usuale - il proprio nome in Ol'ga Fëdorovna Romanova. I coniugi ebbero sette figli.
Michail fu fedele alla moglie, Ol'ga Fëdorovna, anche dopo la sua morte avvenuta nel 1891; i loro sette figli ricevettero una formazione eccellente e una rigida disciplina, in conformità con i suoi desideri, i sei figli maschi fecero una carriera militare.

### Viceré del Caucaso
Il 6 dicembre 1862 il granduca Michail fu nominato governatore (viceré) del Caucaso e comandante dell'esercito della regione, con il quale prese parte ad una campagna militare di pacificazione in Cecenia, Daghestan e Caucaso occidentale. Il 15 giugno 1864 fu decorato con l'Ordine di San Giorgio di II classe, per il servizio reso alla Corona durante la conquista del Caucaso occidentale. Michail come governatore apportò radicali riforme, già intraprese nel resto dell'impero: la liberazione dei mužik, la riforma per i contadini e per l'esercito; ci furono profondi cambiamenti nella gestione del potere giudiziario, e fu migliorato il funzionamento della finanza e delle comunicazioni.
Michail partecipò alla guerra russo-turca (1877-1878) come comandante dell'esercito del Caucaso. Secondo le testimonianze dell'epoca il granduca non era un comandante militare esperto, la sua energia e talento nell'arte della guerra erano carenti, le grandi vittorie dell'armata del Caucaso furono merito delle grande capacità dei generali Mikhail Tarielovich Loris-Melikov, Nikolaj Nikolaevič Obrouchev e Ivan Lazarev Davidovich. Con il manifesto del 22 ottobre 1877, promulgato dallo zar Alessandro II, il granduca fu insignito dell'Ordine di San Giorgio di I classe, per i successi ottenuti alla testa delle truppe del Caucaso, in quanto aveva costretto Ahmed Muhtar Pascià a ritirarsi verso Kazum Zevin.
Il 29 aprile 1879 Michail fu promosso, al più alto grado, di maresciallo di artiglieria, dopo di lui nessun membro della famiglia imperiale raggiunse tale grado.

### Ultimi anni e morte

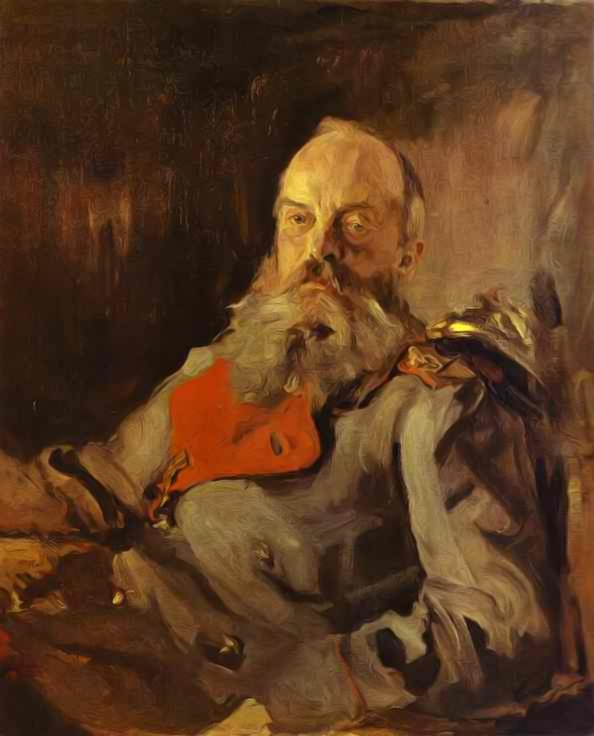
Il granduca Michail ritratto da Valentin Serov nel 1900.

Il 13 marzo 1881 Alessandro II venne assassinato, gli successe il figlio Alessandro III, che il 27 luglio richiamò dal Caucaso lo zio Michail, per nominarlo presidente del Consiglio di Stato, in sostituzione del fratello, il granduca Konstantin Nikolaevič. Con questa carica Michail fu coinvolto attivamente nella politica imperiale, così gli fu permesso di sedere nel Consiglio dei ministri nel maggio 1883; poi nel 1892 divenne presidente della Commissione imperiale sui feriti di guerra; nel luglio 1894 lo zar gli diede la direzione di un Comitato per la difesa delle coste della Russia imperiale.
Negli ultimi anni la salute del granduca Michail si fece critica, si trasferì in Francia a Cannes, dove morì il 18 dicembre 1909 a causa di un ictus. Il 5 gennaio 1910 fu sepolto con tutti gli onori nella Cattedrale dei Santi Pietro e Paolo a San Pietroburgo.

## Discendenza
Il granduca Michail e la granduchessa Cecilia di Baden ebbero sette figli:
- Nikolaj Michajlovič, nato nel 1859 e morto nel 1919;
- Anastasija Michajlovna Romanova, nata nel 1860 e morta nel 1922;
- Michail Michajlovič, nato nel 1861 e morto nel 1929;
- Georgij Michajlovič, nato nel 1863 e morto nel 1919;
- Aleksandr Michajlovič, nato nel 1866 e morto nel 1933;
- Sergej Michajlovič, nato nel 1869 e morto nel 1918;
- Aleksej Michajlovič, nato nel 1875 e morto nel 1895;

## Ascendenza
|                                   |                                  |                                           | Genitori                                               |  |  | Nonni |  |  | Bisnonni             |  |  | Trisnonni                          |  |
|                                   |                                  |                                           |                                                        |  |  |       |  |  | Pietro III di Russia |  |  | Carlo Federico di Holstein-Gottorp |  |
|                                   |                                  |                                           |                                                        |  |  |       |  |  | Pietro III di Russia |  |  | Carlo Federico di Holstein-Gottorp |  |
|                                   |                                  | Anna Petrovna Romanova                    |                                                        |  |  |       |  |  | Pietro III di Russia |  |  |                                    |  |
| Paolo I di Russia                 |                                  |                                           |                                                        |  |  |       |  |  | Pietro III di Russia |  |  |                                    |  |
|                                   |                                  | Caterina II di Russia                     | Cristiano Augusto di Anhalt-Zerbst                     |  |  |       |  |  |                      |  |  |                                    |  |
|                                   |                                  | Caterina II di Russia                     | Cristiano Augusto di Anhalt-Zerbst                     |  |  |       |  |  |                      |  |  |                                    |  |
|                                   |                                  | Caterina II di Russia                     | Giovanna di Holstein-Gottorp                           |  |  |       |  |  |                      |  |  |                                    |  |
| Nicola I di Russia                |                                  | Caterina II di Russia                     |                                                        |  |  |       |  |  |                      |  |  |                                    |  |
|                                   |                                  | Federico II Eugenio di Württemberg        | Carlo I Alessandro di Württemberg                      |  |  |       |  |  |                      |  |  |                                    |  |
|                                   |                                  | Federico II Eugenio di Württemberg        | Carlo I Alessandro di Württemberg                      |  |  |       |  |  |                      |  |  |                                    |  |
|                                   |                                  | Federico II Eugenio di Württemberg        | Maria Augusta di Thurn und Taxis                       |  |  |       |  |  |                      |  |  |                                    |  |
| Sofia Dorotea di Württemberg      |                                  | Federico II Eugenio di Württemberg        |                                                        |  |  |       |  |  |                      |  |  |                                    |  |
|                                   |                                  | Federica Dorotea di Brandeburgo-Schwedt   | Federico Guglielmo di Brandeburgo-Schwedt              |  |  |       |  |  |                      |  |  |                                    |  |
|                                   |                                  | Federica Dorotea di Brandeburgo-Schwedt   | Federico Guglielmo di Brandeburgo-Schwedt              |  |  |       |  |  |                      |  |  |                                    |  |
|                                   |                                  | Federica Dorotea di Brandeburgo-Schwedt   | Sofia Dorotea di Prussia                               |  |  |       |  |  |                      |  |  |                                    |  |
| Michail Nikolaevič Romanov        |                                  | Federica Dorotea di Brandeburgo-Schwedt   |                                                        |  |  |       |  |  |                      |  |  |                                    |  |
|                                   | Federico Guglielmo II di Prussia | Augusto Guglielmo di Prussia              |                                                        |  |  |       |  |  |                      |  |  |                                    |  |
|                                   | Federico Guglielmo II di Prussia | Augusto Guglielmo di Prussia              |                                                        |  |  |       |  |  |                      |  |  |                                    |  |
|                                   | Federico Guglielmo II di Prussia | Luisa Amalia di Brunswick-Wolfenbüttel    |                                                        |  |  |       |  |  |                      |  |  |                                    |  |
| Federico Guglielmo III di Prussia | Federico Guglielmo II di Prussia |                                           |                                                        |  |  |       |  |  |                      |  |  |                                    |  |
|                                   |                                  | Federica Luisa d'Assia-Darmstadt          | Luigi IX d'Assia-Darmstadt                             |  |  |       |  |  |                      |  |  |                                    |  |
|                                   |                                  | Federica Luisa d'Assia-Darmstadt          | Luigi IX d'Assia-Darmstadt                             |  |  |       |  |  |                      |  |  |                                    |  |
|                                   |                                  | Federica Luisa d'Assia-Darmstadt          | Carolina del Palatinato-Zweibrücken-Birkenfeld         |  |  |       |  |  |                      |  |  |                                    |  |
| Carlotta di Prussia               |                                  | Federica Luisa d'Assia-Darmstadt          |                                                        |  |  |       |  |  |                      |  |  |                                    |  |
|                                   |                                  | Carlo II di Meclemburgo-Strelitz          | Carlo Ludovico Federico di Meclemburgo-Strelitz        |  |  |       |  |  |                      |  |  |                                    |  |
|                                   |                                  | Carlo II di Meclemburgo-Strelitz          | Carlo Ludovico Federico di Meclemburgo-Strelitz        |  |  |       |  |  |                      |  |  |                                    |  |
|                                   |                                  | Carlo II di Meclemburgo-Strelitz          | Elisabetta Albertina di Sassonia-Hildburghausen        |  |  |       |  |  |                      |  |  |                                    |  |
| Luisa di Meclemburgo-Strelitz     |                                  | Carlo II di Meclemburgo-Strelitz          |                                                        |  |  |       |  |  |                      |  |  |                                    |  |
|                                   |                                  | Federica Carolina Luisa d'Assia-Darmstadt | Giorgio Guglielmo d'Assia-Darmstadt                    |  |  |       |  |  |                      |  |  |                                    |  |
|                                   |                                  | Federica Carolina Luisa d'Assia-Darmstadt | Giorgio Guglielmo d'Assia-Darmstadt                    |  |  |       |  |  |                      |  |  |                                    |  |
|                                   |                                  | Federica Carolina Luisa d'Assia-Darmstadt | Maria Luisa Albertina di Leiningen-Dagsburg-Falkenburg |  |  |       |  |  |                      |  |  |                                    |  |
|                                   |                                  | Federica Carolina Luisa d'Assia-Darmstadt |                                                        |  |  |       |  |  |                      |  |  |                                    |  |